# Nikola Jokić
Nikola Jokić (srbsko Никола Јокић), znan z vzdevkom »the Joker«, srbski profesionalni košarkar,* 19. februar 1995, Sombor, Zvezna republika Jugoslavija.
Jokić je center moštva Denver Nuggets v Nacionalni košarkarski zvezi (NBA). Štirikrat se je uvrstil v All-Star ligo NBA, štirikrat je bil imenovan v ekipo All-NBA (od tega trikrat v prvo ekipo), v sezonah 2020/21, 2021/22 in 2023/24 pa je prejel nagrado za najkoristnejšega igralca NBA. Je srbski reprezentant.
Jokića so Nuggetsi izbrali v drugem krogu nabora NBA leta 2014. Leta 2016 je bil izvoljen v prvo ekipo novincev v ligi NBA. V sezoni NBA 2018-19, ko je ekipo Nuggets popeljal do polfinala zahodne konference, je bil prvič izbran v All-Star in prvo ekipo All-NBA. V naslednji sezoni je ponovno prejel priznanja All-Star in All-NBA, medtem ko je svojo ekipo popeljal v finale zahodne konference. Jokić se uvršča med prvih deset na večni lestvici igralcev lige NBA z največ trojnimi dvojčki (redni del in končnica), kjer je vodilni evropski igralec in center, in je rekorder po najhitrejšem trojnem dvojčku (dosežen v 14 minutah in 33 sekundah). Na poletnih olimpijskih igrah leta 2016 je osvojil tudi srebrno medaljo.